# Kirby Super Star Ultra
Kirby Super Star Ultra (conhecido no Japão como Hoshi no Kirby: Ultra Super Deluxe) é um jogo de aventura para Nintendo DS, que é uma versão do jogo Kirby Super Star do console Super Nintendo com alguns extras.

## Diferenças
| Diferenças      | Kirby Super Star | Kirby Super Star Ultra |
| --------------- | ---------------- | ---------------------- |
| Plataforma      | Super Nintendo   | Nintendo DS            |
| Jogos incluídos | 6                | 11                     |
| Mini-games      | 3                | 5                      |

## Análise
Kirby Super Star Ultra é nada mais do que Kirby Super Star com mais 5 jogos para serem desbloqueados. Como no jogo de SNES, você começa jogando em Spring Breeze e vai abrindo mais jogos. Uma outra diferença é que você pode ver as cutscenes dos jogos que você completa e tem também um Sound Test e ao mesmo tempo é uma versão de DS.

## Jogos Originais

### Spring Breeze
Spring Breeze é o primeiro jogo e o único disponível quando você joga pela primeira vez. Rei Dedede e seus comparsas roubaram toda a comida de Dream Land, e cabe a Kirby derrotar Dedede, bem como no primeiro jogo da série, Kirby's Dream Land. Por ser o primeiro jogo, você aprende todos os controles do jogo e pode ser concluído bem rápido por ter apenas 4 fases.

### Dyna Blade
Algo misterioso vem ocorrendo com a fauna de Dream Land,todas as árvores foram cortadas por uma fêmea de pássaro com asas feitas de lâminas chamada Dyna Blade. Kirby então tenta deter o misterioso pássaro gigante antes que destrua todas as árvores de Dream Land.

### The Great Cave Offensive
Kirby fica preso numa caverna, e cabe a ele pegar todos os 60 tesouros para sair de lá são e salvo.

### Revenge of Meta Knight
Meta Knight (Meta Cavaleiro), junto de seus subordinados e a bordo de Halberd, seu cruzador de batalha, tenta dominar Dream Land e acabar com seu estilo de vida preguiçoso, o que cabe a Kirby detê-lo.

### Milky Way Wishes
Em um ano desconhecido, o Sol e a Lua brigaram entre si. Para acabar com esse conflito, Kirby embarca em uma aventura para coletar o poder de todas as estrelas da galáxia, para que o "Cometa Gigante" Nova possa conceder seu desejo.

### Gourmet Race
Aqui, Kirby tem de correr contra o Rei Dedede para ver quem é o maior e mais faminto corredor.

### Samurai Kirby
Minijogo onde o jogador tem de apertar qualquer botão no tempo certo para ganhar o jogo.

### Megaton Punch
A mesma coisa do minijogo acima.

### The Arena
Você começa em uma sala cheia de poderes e escolhe um para você e um para o seu ajudante (pode ser o mesmo poder para os dois). Logo depois, você vai para o lado de fora de uma arena de batalha e entra por uma porta para enfrentar um chefe. Quando você derrota ele, você volta para o lado de fora da arena e tudo se repete. Os chefes são em ordem aleatória, exceto Marx, que é o último chefe.

## Jogos Novos

### The True Arena
É uma versão da The Arena com dez chefes contando com os 6 primeiros e os 4 finalistas e assim como a The Arena você pode selecionar a habilidade que quiser e fazer um ajudante.

### The Revenge of the King
Neste jogo, o Rei Dedede busca vingança contra Kirby. É como Spring Breeze, só que mais difícil. No final do castelo de Dedede você enfrenta Dedede Mascarado uma versão mascarada dele.

### Meta Knightmare Ultra
Inspirado no modo "Meta Knightmare" de Kirby: Nightmare in Dream Land, este jogo consiste em jogar a primeira parte do jogo (de Spring Breeze até Milky Way Wishes) com o Meta Knight. A maior novidade aqui é que você pode juntar força contada em pontos para usar quatro habilidades, tendo o limite de 50 habilidades.